# Френкель, Арон Абрамович
Фре́нкель Аро́н Авраамович (Абра́мович) (1894, село Жеребец, Екатеринославская губерния — 25 февраля 1939, Москва) — советский партийный и государственный деятель.

## Биография
Член РСДРП(б) с 1912 г., участвовал в подпольной работе. В 1914—1915 гг. учился в Петербургском Неврологическом институте, в 1915—1917 гг. — в Донском университете.
После Февральской революции член исполкома Ростово-Нахичеванского Совета рабочих депутатов. С декабря 1917 по июль 1918 г. член Донского областного ревкома, редактор газеты «Наше знамя».
Был участником учредительного съезда Донецкой советской республики.
В мае 1918 года в составе подтёлковской экспедиции отправился в районы верхнего Дона для проведения мобилизации в Красную Армию. При окружении отряда сумел бежать. Позже Френкель написал книгу «Орлы революции» о Подтёлкове и Кривошлыкове, которую затем использовал Михаил Шолохов в качестве одного из источников при написании «Тихого Дона».
С августа 1918 по июль 1919 г. член Донского бюро ЦК РКП(б), осуществлял руководство подпольной работой в тылу войск Краснова и Деникина. Делегат VIII съезда РКП(б). С августа 1919 по июнь 1921 г. начальник политотделов 13-й, 15-й, 40-й и 42-й стрелковых дивизий. Затем до июня 1923 г. слушатель Коммунистической академии. В 1923—1925 гг. на партийной работе в Донецкой губернии и на Урале.
В 1926—1933 гг. в аппарате ЦК ВКП(б). В 1930—1931 гг. занимался подпольной работой в Китае, по возвращении в СССР получил повышение по партийной линии. В 1933—1934 гг. секретарь Хабаровского крайкома ВКП(б). С марта 1934 г. член Комиссии партийного контроля при ЦК ВКП(б) и уполномоченный Комиссии партийного контроля при ЦК ВКП(б) по Куйбышевскому краю-области.
Преподавал историю партии в Высшем коммунистическом сельскохозяйственном университете имени Я. М. Свердлова.
Арестован 2 ноября 1937 г. Обвинялся в шпионской деятельности в пользу Японии и участии в антисоветской организации. Расстрелян 25 февраля 1939 года, захоронен на Донском кладбище в Москве. Реабилитирован 12 ноября 1955 года определением Военной коллегии Верховного cуда СССР.